# FIFA Manager 08
FIFA Manager 08 – komputerowa gra sportowa z elementami ekonomicznymi o tematyce piłki nożnej, wyprodukowana przez studio Birght Future i wydana w 2007 roku przez Electronic Arts. Jest ona częścią serii gier komputerowych FIFA Manager. Gracz zarządza w niej wybranym klubem piłkarskim, prowadząc go przez rozgrywki ligowe i turnieje piłkarskie. Symulacje meczów są trójwymiarowe. W grze istnieją licencjonowane zespoły należące do 52 lig z 20 krajów, w tym polskiej ekstraklasy i I ligi.